# Władimir Mierienkow
Władimir Pietrowicz Mierienkow (kaz. i ros. Владимир Петрович Меренков) – kazachski polityk, do 30 stycznia 1996 do 1999 roku deputowany do Mażylisu Parlamentu Republiki Kazachstanu I kadencji.